# Roy Tular
Roy Tular (Zwolle, 3 mei 1966) is een Nederlands voormalig voetballer die bij voorkeur als verdediger speelde. In 1992 stopte hij met professioneel voetbal, hij ging verder bij de amateurs van AFC. Na zijn voetbalcarrière is hij begonnen als assistent-trainer van Stanley Menzo bij AFC. In 2007 kreeg hij FC Breukelen onder zijn hoede. In maart 2008 werd hij ontslagen, nadat de club in degradatienood belandde. Hij studeerde Nederlands, journalistiek en communicatie aan de Universiteit van Amsterdam en is sinds 1995 redacteur bij NOS Studio Sport en sinds 2015 eindredacteur.

## Carrièrestatistieken
| Seizoen         | Club              | Land            | Competitie             | Competitie | Competitie | Beker | Beker | Internationaal | Internationaal | Overig | Overig | Totaal | Totaal |
| Seizoen         | Club              | Land            | Competitie             | Wed.       | Dlp.       | Wed.  | Dlp.  | Wed.           | Dlp.           | Wed.   | Dlp.   | Wed.   | Dlp.   |
| --------------- | ----------------- | --------------- | ---------------------- | ---------- | ---------- | ----- | ----- | -------------- | -------------- | ------ | ------ | ------ | ------ |
| 1983/84         | Go Ahead Eagles   | Nederland       | Eredivisie             | 4          | 1          | –     | 0     | 0              | 0              | 0      | 0      | 4      | 1      |
| 1984/85         | Go Ahead Eagles   | Nederland       | Eredivisie             | 17         | 1          | –     | 0     | 0              | 0              | 0      | 0      | 17     | 1      |
| 1985/86         | Go Ahead Eagles   | Nederland       | Eredivisie             | 9          | 1          | –     | 0     | 0              | 0              | 0      | 0      | 9      | 1      |
| 1986/87         | Go Ahead Eagles   | Nederland       | Eredivisie             | 19         | 0          | –     | 0     | 0              | 0              | 0      | 0      | 19     | 0      |
| 1987/88         | Go Ahead Eagles   | Nederland       | Eerste divisie         | 9          | 0          | –     | 0     | 0              | 0              | 0      | 0      | 9      | 0      |
| 1988/89         | De Graafschap     | Nederland       | Eerste divisie         | 24         | 5          | –     | 0     | 0              | 0              | 0      | 0      | 24     | 5      |
| 1989/90         | De Graafschap     | Nederland       | Eerste divisie         | 22         | 0          | –     | 0     | 0              | 0              | 0      | 0      | 22     | 0      |
| 1990            | Edmonton Brickmen | Canada          | Canadian Soccer League | –          | –          | –     | –     | 0              | 0              | 0      | 0      | –      | –      |
| 1991/92         | FC Wageningen     | Nederland       | Eerste divisie         | 30         | 0          | –     | 0     | 0              | 0              | 0      | 0      | 30     | 0      |
| Carrière totaal | Carrière totaal   | Carrière totaal | Carrière totaal        | 134        | 8          | –     | 0     | 0              | 0              | 0      | 0      | 134    | 8      |